# SHOGEN
SHOGEN（しょうげん、1986年（昭和61年）3月29日 - ）は、日本の画家。京都府船井郡京丹波町出身。

## 略歴
2008年3月に龍谷大学を卒業後、日本メナード化粧品に入社。営業部員として働いていたが、雑貨店で6色のペンキで生き物を描くアート（ティンガティンガ）に出会ったことがきっかけで脱サラし、2014年に発祥の地であるタンザニアに渡航。現地のアーティストであるノエル·カンビリ（Noel Kambili）から技法を学び、独自のスタイルを身につけた。
共に生活をしていた子どもをテーマにした作品がしばしば見られる。
2018年3月に日本ペイントとスポンサー契約を結び、同社の公式キャラクターとなった。2020年10月塗料の通販サイトROKURI STYLEで自身のオリジナルペンキ SHIOGEN COLLAR発売。全国のイベントに日本ペイントROKURI STYLEのロゴ入りユニフォームを着用して出演している。

## 活動

### 主な展覧会
- 2016年 - スターバックス池袋明治通り店[要出典]
- 2017年
  - スターバックス池袋明治通り店[要出典]
  - 9月 - カルチャーサロン「シータス」（個展、和歌山県田辺市稲成町）[1]
  - 10月 - 東京都北区文化芸術活動拠点ココキタ（個展、東京都北区）[5]
- 2018年 - スターバックス池袋明治通り店[要出典]

### その他の活動
- 2015年9月 - ノースサファリサッポロ（動物園）で約50mの壁画を制作[4]
- 2016年
  - 九谷焼とのコラボマグカップをデザイン[要出典]
  - 十代版ガールズコレクション「超十代」に出演[6]
- 2017年
  - 十代版ガールズコレクション「超十代」に出演[6]
  - 9月 - 新宿マルイ本館でのコンゴ週間において、正面玄関ホールでペイントアートイベントを開催[7]
- 2018年
  - 絵本「やってみないとわからないでしょ」を自費出版
  - 3月 - 十代版ガールズコレクション「超十代」に出演[6]
  - 3月 - 日本ペイントとスポンサー契約を結び、公式キャラクターとして活動[3]

### テレビ出演
- LIFE〜夢のカタチ〜（朝日放送テレビ、2018年5月26日放送）[8]

## 主な作品

### 絵本
- 『やってみないとわからないでしょ』2018年（自費出版）